# Setge de Cantavella
El Setge de Cantavella fou un dels episodis de la primera guerra carlina

## Antecedents
En el front d'Aragó i el Maestrat, l'execució del líder carlí Manuel Carnicer va ocasionar l'assumpció del comandament d'aquest front per Ramon Cabrera. A la primavera de 1836, aquest ja comandava 6.000 homes i 250 cavalls que operaven a l'entorn de Cantavella, que va fortificar i es va convertir en el centre d'operacions, amb una presó, fàbrica d'artilleria i dos hospitals.
Cabrera es va afegir a l'Expedició Gómez per intentar prendre Madrid, deixant afeblit el Maestrat, i un cop superat el període de paralització de l'exèrcit causat pel Motí de la Granja de San Ildefonso, es va nomenar Evaristo San Miguel com a comandant de l'exèrcit del Centre,
Cantavella, en absència de Ramon Cabrera, estava defensada en aquell moment pel governador militar carlista Magí Miquel, que contava només amb un batalló, una patrulla i la Companyia d'Artillería. José María Arévalo, comandant general d'Aragó en absència de Cabrera, en saber dels plans liberals d'atacar Cantavella, ordenà Francesc Tallada i Forcadell i Lluís Llangostera i Casadevall atacar la riba del Túria per aconseguir queviures per resistir el setge.

## El setge
Evaristo San Miguel sortí de Terol el 14 d'octubre, unint-se-li Agustín Nogueras Pitarque des de Morella, va arribar el 20 d'octubre a Castelló amb tres batallons d'infanteria, un regiment de cavalleria i diverses peces d'artilleria, unint-se-li el 23 a Sant Mateu la brigada d'Antonio Yoller que incloïa artilleria, i el 27 la legió portuguesa d'Emilio Borso di Carminati.
Magí Miquel va reclamar als atacants que no ataquessin la vila atès que era un dipòsit de presoners però San Miguel feu cas omís José María Arévalo es dirigí a Cantavella amb Lluís Llangostera i Casadevall amb una força de socors, quedant el 31 d'octubre a Fontanete, separat de la vila per un barranc, però Cantavella fou presa el mateix 31 d'octubre de 1836. Els 200 defensors, en clara inferioritat numèrica, quan va començar el foc d'artilleria es van refugiar en el fort exterior, i d'allà van intentar fugir pels barrancs per reunir-se amb la força de socors, però foren abatuts per les tropes liberals, i els presoners van obrir les portes de la ciutat als seus alliberadors. També es va rendir la guarnició de Mirambell.
Privats els carlins del Maestrat de la seva capital i fàbrica d'artilleria, Arévalo s'enfrontà a nombroses desercions fins que el 9 de gener de 1837 Ramon Cabrera, encara recuperant-se de les ferides, es presentà a Rubielos de Mora, recomposà les tropes i la moral i atacà Torreblanca i Llangostera derrotava als liberals en febrer a Bunyol i en març a Burjassot, arribant en una incursió fins a Oriola i causant la substitució de San Miguel per Marcelino de Oraá Lecumberri com a comandant de l'exèrcit del Centre.
Cantavella fou recuperada per Juan Cabañero y Esponera en 24 d'abril de 1837, quan la seva guarnició es va rendir en un atac simultani dels carlins a Cantavella, Sant Mateu i Benicarló.

## Conseqúències
Immediatament després de la recuperació de Cantavella, Ramon Cabrera feu desmuntar l'artilleria i la va dur a Sant Mateu, que estava assetjant, obrint la muralla per on van entrar els carlins, i Oraá només pogué evitar la presa de Benicarló. Un cop capturada Morella pels carlins en gener de 1838, en estar completament emmurallada es va convertir en la capital carlina i s'hi van traslladar les instal·lacions de Cantavella.